# Eriauchenius cornutus
Eriauchenius cornutus là một loài nhện trong họ Archaeidae. Loài này phân bố ở Madagascar.